# Giancarlo Falappa
Giancarlo Falappa, född 1964 i Ancona i Italien, är en italiensk före detta roadracingförare.
Falappa var framgångsrik i Superbike, där han tog 16 delsegrar och en fjärdeplats totalt säsongen 1992. Han kraschade svårt 1994 under provkörning av en motorcykel. Efter en lång tid i koma återhämtade han sig, men återupptog aldrig tävlandet. Numera arbetar Falappa med PR hos Ducati.